# Dmitrij Donskoj (pociąg pancerny)
"Dmitrij Donskoj" (ros. Бронепоезд "Дмитрий Донской") – lekki pociąg pancerny białych podczas wojny domowej w Rosji.
Był jednym z pierwszych pociągów pancernych Armii Ochotniczej. Został utworzony 11 sierpnia 1918 r. w Jekaterynodarze ze zdobycznych platform kolejowych. Początkowo występował jako "Bateria Morska Nr. 2". Nieoficjalną nazwą był "Morski Pociąg Pancerny" lub "Admirał Niepielin". Jego załoga skompletowana została z marynarzy. Uzbrojony był w 4 działa morskie 75 mm i 1 działko 47 mm. Obok platform miał jeszcze wagon desantowy. Na przełomie sierpnia i września 1918 r. uczestniczył od strony stanicy Kawkazkaja w walkach o Armawir. Po zajęciu miasta 3/4 września, zaatakował 5 września wraz z pociągiem pancernym "Oficer" stanicę Konokowo. Od 6 września na linii kolejowej Armawir-Tuapse wspierał ogniem artyleryjskim obronę Armawira przed nacierającymi od zachodu wojskami bolszewickimi. Kiedy zajęły one miasto 13 września, wycofywał się w kierunku Stawropola. Uzbrojono go dodatkowo w działo morskie 100 mm. 14 października tego roku w rejonie stacji Baznyj pod Stawropolem spośród 42 ludzi jego załogi zginęło w zasadzce 18, w tym 10 oficerów, a 5 zostało rannych. 14 lutego 1919 r. pociąg pancerny nazwano imieniem księcia Dymitra Dońskiego z XIV wieku. Wchodził wówczas w skład 3 Dywizjonu Pociągów Pancernych. Działał na Ukrainie. We wrześniu przeniesiono go pod Kursk. W listopadzie, kiedy operował na linii kolejowej Charków-Sewastopol, otrzymał 3 nowe działa w obracających się wieżyczkach. Stara bojowa część pociągu została natomiast użyta do utworzenia zaimprowizowanego pociągu pancernego "Za Ruś Swiatuju", porzuconego pod Noworosyjskiem 13 marca 1920 r. Natomiast od 16 kwietnia tego roku pociąg pancerny "Dmitrij Donskoj" działał na Krymie. 2 listopada został pozostawiony w związku z ewakuacją Kerczu.

## Dowódcy
- kpt. 2 rangi Markow (do pocz. października 1918 r.)
- st. lejt. Makarow (do 14 października 1918 r., kiedy zginął)
- st. lejt. (potem kpt. 2 rangi) Borys N. Buszen (do 1 lipca 1919 r.)
- kpt. Lichaczew (do 17 sierpnia 1919 r.)
- st. lejt. (potem kpt. 2 rangi) B. N. Buszen (do 19 sierpnia 1919 r.)
- kpt. Plieskowski (do 3 mają 1920 r.)
- płk K. J. Maralin (do 2 listopada 1920 r.)